# Oreodera mageia
Oreodera mageia là một loài bọ cánh cứng trong họ Cerambycidae.